# Dietrich Hrabak
Dietrich Hrabak (19 de dezembro de 1914 - 15 de setembro de 1995) foi um oficial alemão que serviu durante a Segunda Guerra Mundial. Foi condecorado com a Cruz de Cavaleiro da Cruz de Ferro.

## Carreira

### Patentes
- Oberst (Segunda Guerra Mundial)
- Generalmajor (Bundeswehr)

### Condecorações
- Cruz de Ferro 2ª Classe
- Cruz de Ferro 1ª Classe
- Cruz de Cavaleiro da Cruz de Ferro - 21 de outubro de 1940

Folhas de Carvalho nº 337 25 de novembro de 1943
- Ehrenpokal der Luftwaffe - 28 de setembro de 1940
- Broche de Piloto da Luftwaffe para pilotos de caça em ouro
- Cruz Germânica em Ouro - 10 de julho de 1944
- Mencionado no Wehrmachtbericht - 3 de setembro de 1944